# The Cook of Canyon Camp
The Cook of Canyon Camp er en amerikansk stumfilm fra 1917 af Donald Crisp.

## Medvirkende
- George Beban som Jean
- Monroe Salisbury som Silent Jack
- Florence Vidor som Mrs. Jack
- Helen Jerome Eddy som Marie
- John Burton